# Aquilegia viridiflora
Espèce
Aquilegia viridiflora est une espèce de plantes à fleurs de la famille des Ranunculaceae. C'est une ancolie originaire de l'est de l'Asie (Japon, Mongolie, Sibérie, Chine).

## Description
C'est une plante herbacée.